# Pachyanthidium arnoldi
Pachyanthidium arnoldi là một loài Hymenoptera trong họ Megachilidae. Loài này được Mavromoustakis mô tả khoa học năm 1935.